# 藤原今子
藤原 今子（ふじわら の こんし/いまこ、生没年不詳）は平安時代初期の女官。藤原北家、参議・藤原貞守の娘。文徳天皇の宮人。惟恒親王・礼子内親王・掲子内親王の生母。『六国史』には登場せず、惟恒親王らの母は藤原氏と表記されている。